# Aleksander Borowski
Aleksander Borowski herbu Abdank (zm. w 1757 roku) – podkomorzy sandomierski w latach 1724–1726, podstoli latyczowski w latach 1697–1724.
Był konsyliarzem województwa sandomierskiego w konfederacji tarnogrodzkiej w 1715 roku.
Był posłem województwa sandomierskiego na sejm 1720 roku.